# Mlýnský rybník (Hvězdov)
Mlýnský rybník někdy nazývaný též Hvězdovský rybník III je rybník o rozloze vodní plochy 2,52 ha nalézající se na Svébořickém potoce asi 1 km východně od centra obce Hvězdov v okrese Česká Lípa. 
Rybník je ve vlastnictví Vojenských lesů a je využíván pro chov ryb.

## Galerie

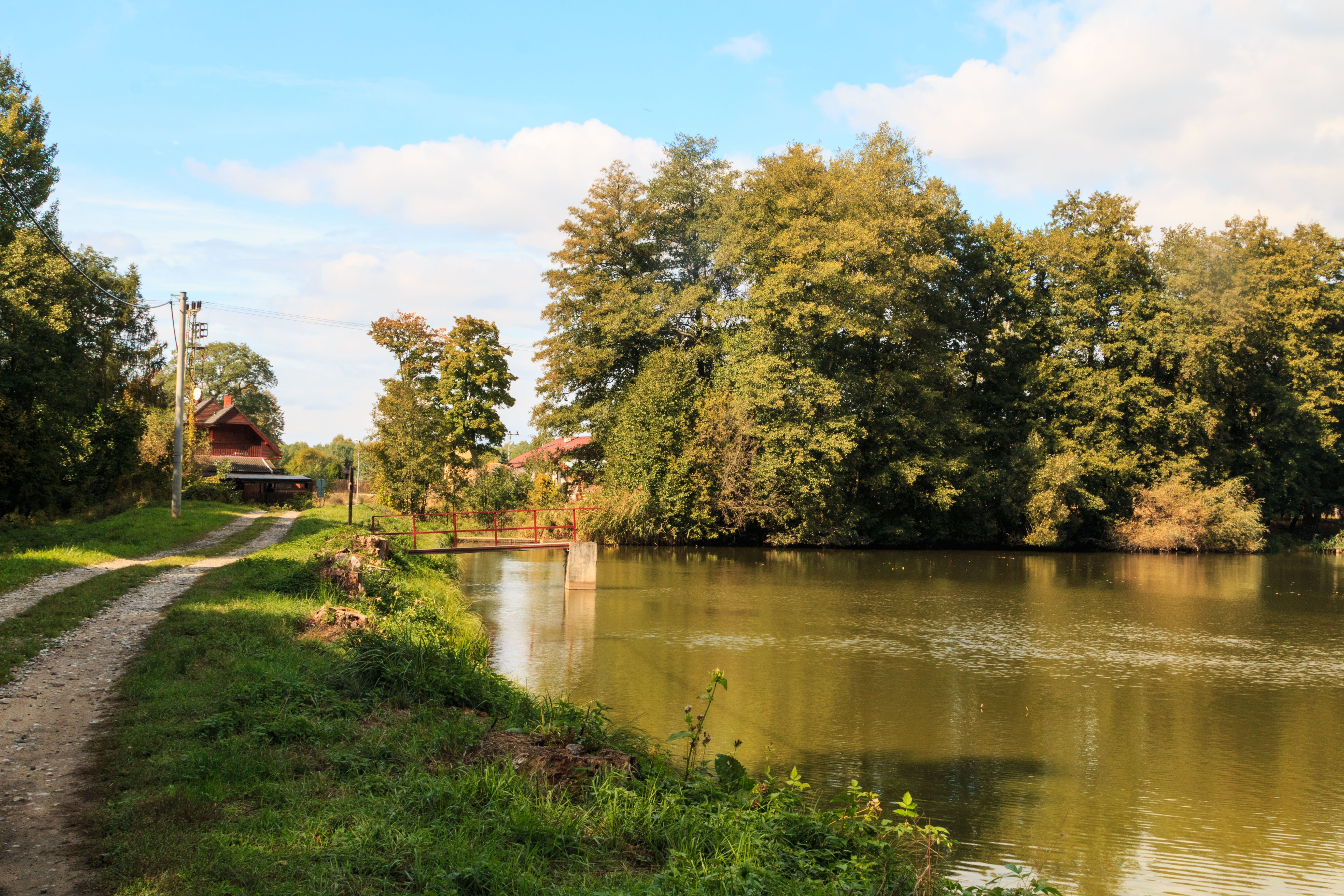
pohled na Mlýnský rybník u Hvězdova
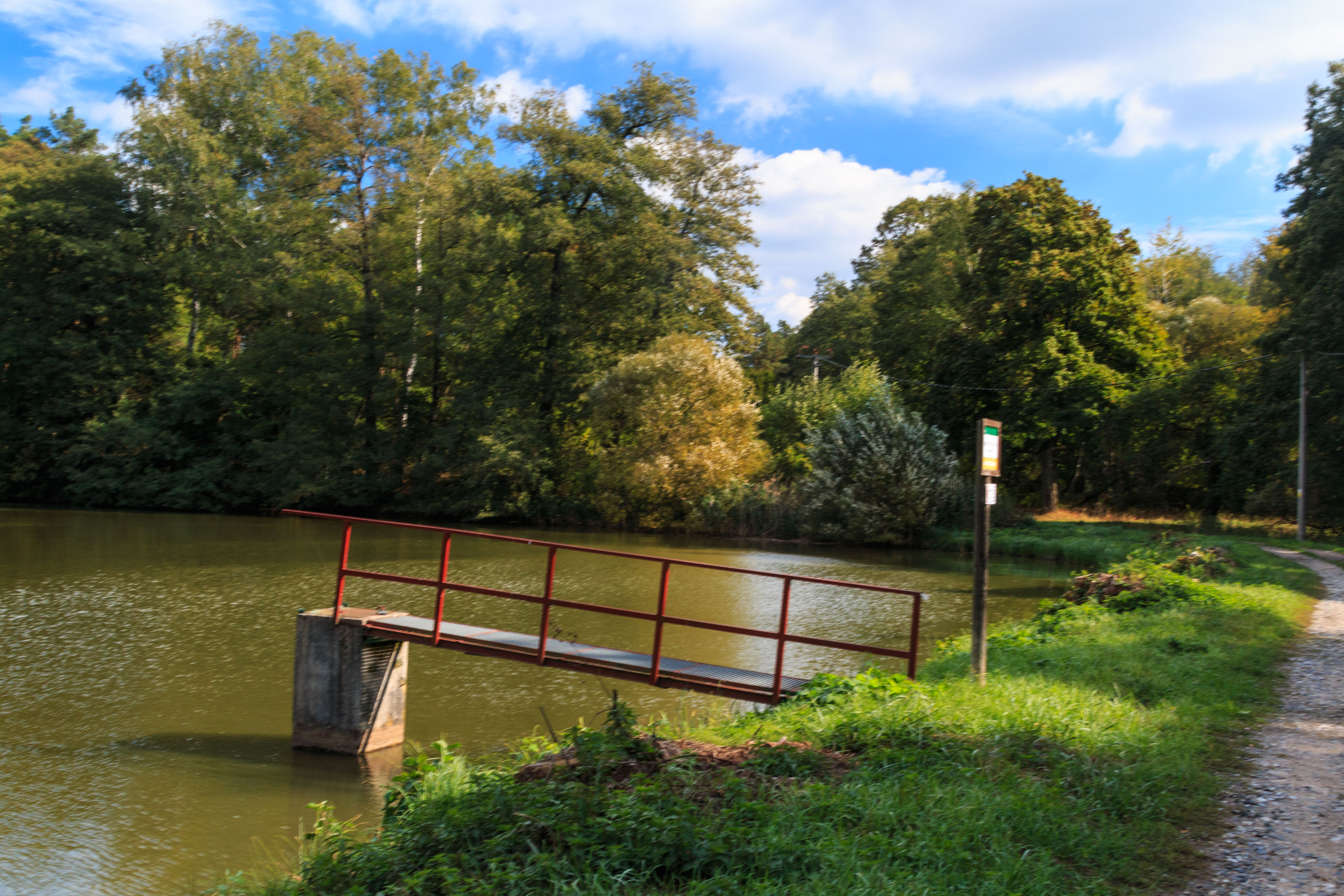
pohled na Mlýnský rybník u Hvězdova
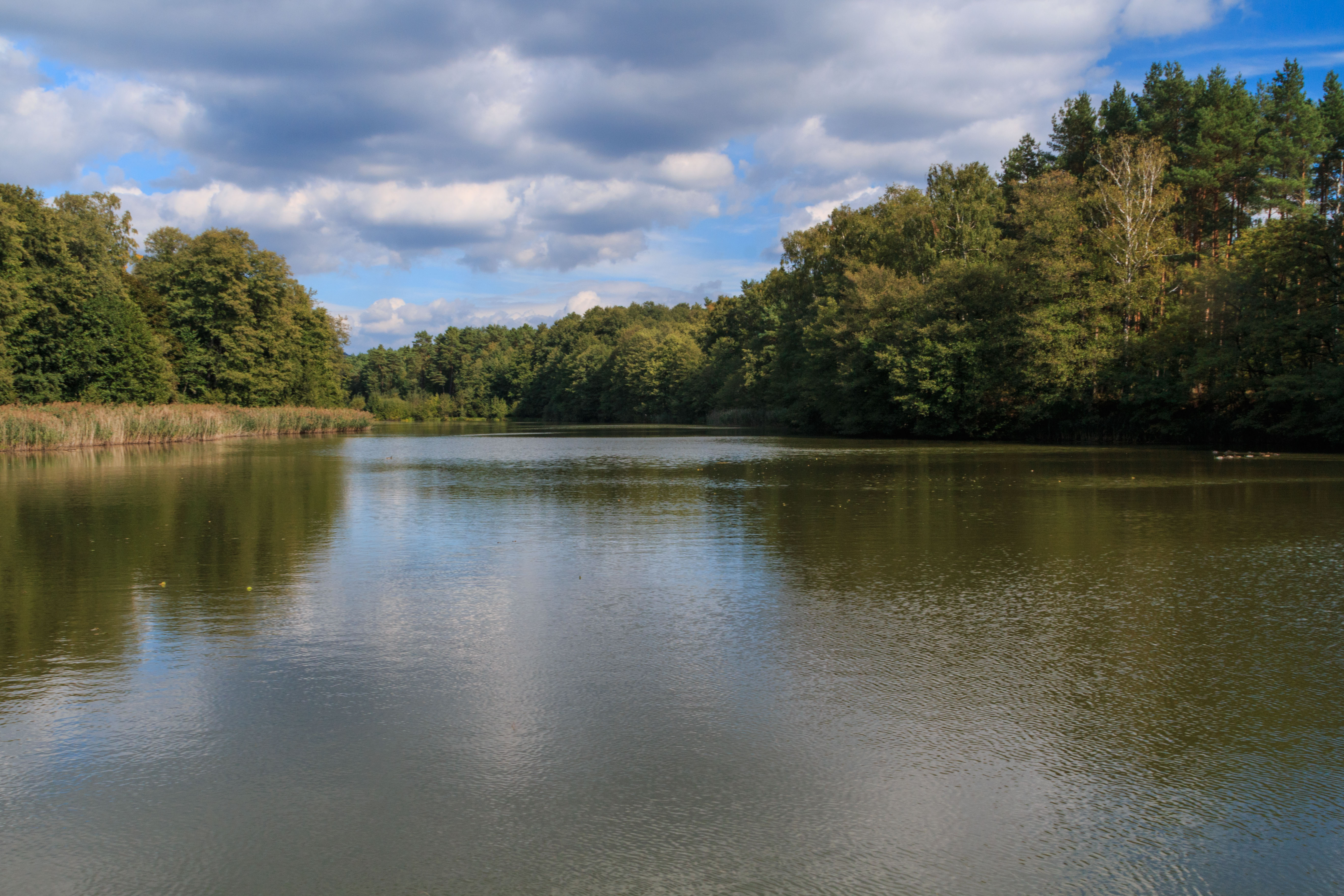
pohled na Mlýnský rybník u Hvězdova
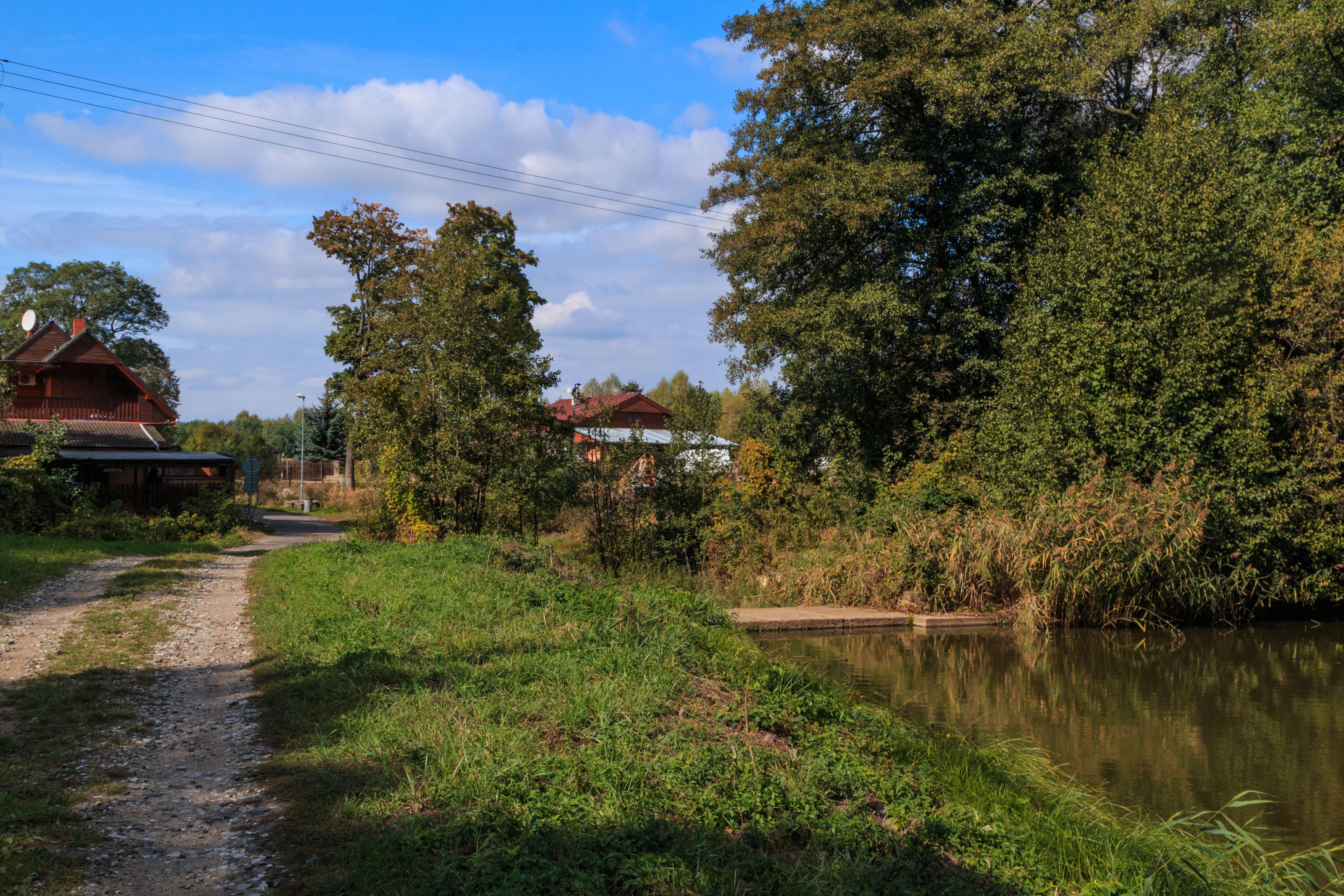
pohled na Mlýnský rybník u Hvězdova